# Iphierga melichrysa
Iphierga melichrysa är en fjärilsart som beskrevs av Oswald Beltram Lower 1902. Iphierga melichrysa ingår i släktet Iphierga och familjen säckspinnare. Inga underarter finns listade i Catalogue of Life.